# Downpatrick
Downpatrick (Dún Pádraig in gaelico irlandese che significa "Bastione di San Patrizio") è una cittadina di medie dimensioni della Contea di Down, in Irlanda del Nord, circa 33 km a sud-ovest di Belfast. Storica e tradizionale county town della propria contea, è da sempre un sito molto importante nel contesto irlandese a livello storico, tanto che nella cattedrale principale della città, la Down Cathedral, si ritiene sia sepolto San Patrizio. È sede congiunta del Consiglio del Distretto di Newry, Mourne e Down. Ha una popolazione di 10.737 abitanti in base al censimento britannico del 2011.